# 碗苞麻花头
碗苞麻花头（学名：Serratula chanetii）为菊科麻花头属的植物。分布在蒙古以及中国大陆的内蒙古、甘肃、河南、山西、安徽、河北、陕西、山东等地，生长于海拔200米至2,100米的地区，多生长在林下、山坡草地或荒地与田间，目前尚未由人工引种栽培。